# Philippe Saint-Jean
Philippe Saint-Jean, né le 13 mai 1954 à Braine-l'Alleud, est un joueur et entraîneur de football belge. Depuis mai 2018, il occupe le poste de directeur sportif du Futurosport à l'Excel Mouscron.

## Biographie
Philippe Saint-Jean a effectué différentes missions au sein de l'encadrement technique fédéral belge. Bras droit d'Ariël Jacobs à la direction technique de 1984 à 1988, il a été adjoint, puis entraîneur des espoirs entre 1995 et 1997.
Il a  dirigé les joueurs de Mouscron de juillet 2004 à mars 2005.
Il s'ensuit un double passage à Tubize, de 2002 à 2004, puis de 2006 à juin 2008. Durant la première période, il permet au club d'accéder à la deuxième division. Tandis que son second passage au club est marqué par la première montée des tubiziens en Division 1.
Il devient ensuite l'entraîneur de Mons, mais doit renoncer à son poste en août de la même année, pour raison de santé.
En 2010, il relève le défi que lui propose le Royal Mouscron-Peruwelz (Promotion), nouveau nom adopté par le Royal Racing Club de Peruwelz après son déménagement dans les installations du Canonnier, libre depuis la faillite de l'Excelsior Mouscron. Dès la première année, il réussit l'exploit de faire directement monter le RMP en Division 3.
En 2011, il fait monter le Royal Mouscron-Peruwelz en Division 2 au terme d'une seule saison passée en troisième division. Il est sacré à trois journées de la fin sans avoir connu la moindre défaite. Il remporte dès lors aussi le Trophée Jules Pappaert 2012.
Le 26 juin 2012, il est débarqué par la nouvelle direction lilloise qui nomme Arnaud Dos Santos à la tête de l'équipe mouscronnoise. Cette décision est motivée selon Edward Van Daele, président du RMP, par le désaccord de Saint-Jean face à certaines décisions lilloises, mais aussi par les ennuis de santé et le surplus de stress de ce dernier durant les deux dernières saisons.
Mais le technicien rebondit vite, et s'engage le 16 juillet 2012, pour la troisième fois, avec l'AFC Tubize. Les brabançons militent, comme les mouscronnois, en Division 2. Saint-Jean y occupe le poste de directeur sportif, en collaboration avec Theo Buelinckx, jusqu'à sa démission en 2015.
Il devient directeur du Futurosport à Royal Excel Mouscron en mai 2018. Le 5 février 2020, il devient temporairement l'entraîneur principal du club pour les 6 derniers matches de la phase classique, en attendant le retour de Bernd Hollerbach. En octobre 2021 il succède Mbo Mpenza comme Directeur Sportif de Mouscron.

## Palmarès d'entraîneur
- 2 fois champion de Belgique de Division 3 en 2003 avec l'AFC Tubize et en 2012 avec le Royal Mouscron-Peruwelz.